# 马蒂尼勒孔特
马蒂尼勒孔特（法語：Martigny-le-Comte，法語發音：[maʁtiɲi lə kɔ̃t]）是法国索恩-卢瓦尔省的一个市镇，属于沙罗勒区。

## 地理
马蒂尼勒孔特（46°31'44"N, 4°19'59"E）面积37.27 平方千米，位于法国勃艮第-弗朗什-孔泰大區索恩-卢瓦尔省，该省份为法国中部省份，北起顺时针与科多尔省、汝拉省、安省、罗讷省、卢瓦尔省、阿列省和涅夫勒省接壤。
与马蒂尼勒孔特接壤的市镇（或旧市镇、城区）包括：巴洛尔、巴龙、锡里勒诺布勒、勒鲁塞-马里济、莫尔奈、普尤、维里。

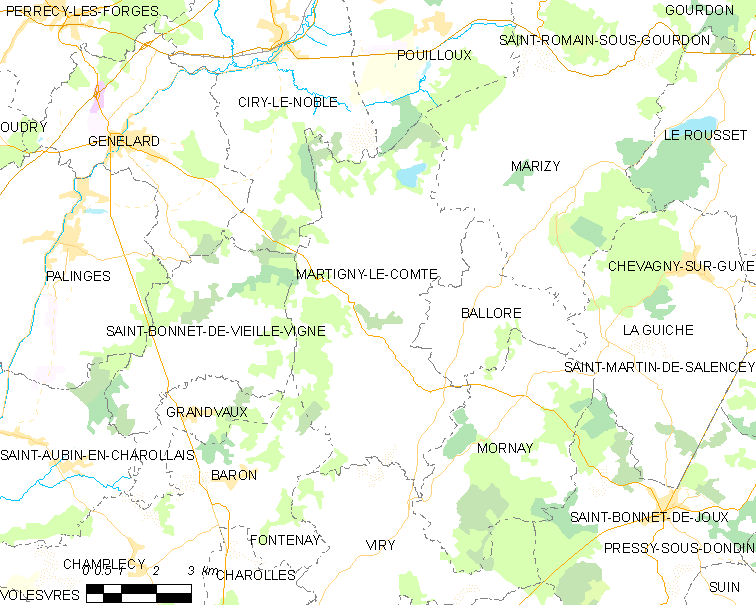
马蒂尼勒孔特的OSM定位图

马蒂尼勒孔特的时区为UTC+01:00、UTC+02:00（夏令时）。

## 行政
马蒂尼勒孔特的邮政编码为71220，INSEE市镇编码为71285。

## 政治
马蒂尼勒孔特所属的省级选区为沙罗勒县。

## 人口

1962-2008年间马蒂尼勒孔特人口变化图示

马蒂尼勒孔特于2022年1月1日时的人口数量为404人。